# Symbiotes gibberosus
Symbiotes gibberosus là một loài bọ cánh cứng trong họ Endomychidae. Loài này được Lucas miêu tả khoa học năm 1849.